# Aristomachos (Künstler)
Aristomachos (altgriechisch Ἀριστόμαχος) war ein griechischer Maler oder Bildhauer unbekannter Zeit.
Er ist von einem in der Anthologia Palatina überlieferten Epigramm des Antipatros von Thessalonike bekannt, in dem ein Werk des Aristomachos beschrieben wird. Als Herkunft des Aristomachos wird hier der Fluss Strymon genannt. Das Werk zeigt die drei Hetären Phaemonoë, Menekratis und Praexo, die Opfergaben zu einem Tempel der Aphrodite bringen. Ob es sich bei dem Werk um ein Relief oder um ein Gemälde handelte, ist dem Text nicht zu entnehmen.
Wegen der in einer Handschrift der Anthologia Palatina bezeugte Lesart „Aristomenous“ wurde Aristomachos mit dem bei Vitruv erwähnten Maler Aristomenes aus Thasos gleichgesetzt. Der Widerspruch der Herkunftsangaben wurde mit der räumlichen Nähe des Flusses und der Insel erklärt.